# فرودگاه ماژور هنری فراندز
فرودگاه ماژور هنری فراندز (به انگلیسی: Majoor Henk Fernandes Airport) (به زبان بومی: Majoor Henk Fernandes Vliegveld) یک فرودگاه همگانی با کد یاتا ICK است که یک باند فرود آسفالت دارد و طول باند آن ۷۰۰ متر است. این فرودگاه در کشور سورینام قرار دارد و در ارتفاع ۳ متری از سطح دریا واقع شده است.